# Ptilinus thoracicus
Ptilinus thoracicus är en skalbaggsart som först beskrevs av Randall 1838.  Ptilinus thoracicus ingår i släktet Ptilinus och familjen trägnagare. Inga underarter finns listade i Catalogue of Life.